# Eldon (Missouri)
Eldon é uma cidade localizada no estado americano de Missouri, no Condado de Miller.

## Demografia
Segundo o censo americano de 2000, a sua população era de 4895 habitantes.
Em 2006, foi estimada uma população de 4984, um aumento de 89 (1.8%).

## Geografia
De acordo com o United States Census Bureau tem uma área de
8,7 km², dos quais 8,7 km² cobertos por terra e 0,0 km² cobertos por água. Eldon localiza-se a aproximadamente 282 m acima do nível do mar.

## Localidades na vizinhança
O diagrama seguinte representa as localidades num raio de 20 km ao redor de Eldon.